# Unax Ugalde
Unax Ugalde est un acteur espagnol, né le 27 septembre 1978 à Vitoria-Gasteiz au Pays basque.
En France et dans d'autres pays ou régions francophones, il est notamment connu grâce aux rôles dans Permis de vivre (Vivir sin permiso, 2018-2020) et L'Autre Côté (La Valla, 2020).

## Filmographie sélective

### Cinéma
- 1999 : Celos de Vicente Aranda (voix)
- 2000 : Bailame el agua de Josetxo San Mateo : david
- 2001 : Mi Dulce de Jesus Mora : Oscar
- 2002 : Volveras d'Antonio Chavarrias : Ignacio
- 2002 : Bellas durmientes d'Eloy Lozano : Lawrence, jeune
- 2003 : Diario de una becaria de Josetxo San Mateo : Marcos
- 2003 : Camara oscura de Pau Freixas : Ivan
- 2004 : Hector de Gracia Querejeta : Gorilo
- 2004 : Frío sol de invierno de Pablo Malo : Adrian
- 2005 : Reinas de Manuel Gomez Pereira : Miguel
- 2006 : Les Fantômes de Goya de Miloš Forman : Angel Bilbatua
- 2006 : Rosario d'Emilio Maillé : Antonio
- 2006 : Capitaine Alatriste d'Agustín Díaz Yanes : Íñigo Balboa
- 2007 : Savage Grace de Tom Kalin : Black Jake Martínez
- 2007 : L'Amour au temps du choléra de Mike Newell : Florentino adolescent
- 2008 : La buena noticia (es) de Helena Taberna : Miguel
- 2008 : Che, 1e partie L'Argentin de Steven Soderbergh : Vaquerito
- 2008 : Cefalopodo de Ruben Imaz : Sebastian
- 2010 : Bon appétit de David Pinillos : Daniel
- 2010 : No Controles de Borja Cobeaga : Sergio
- 2011 : There Be Dragons de Roland Joffé : Pedro Casciano
- 2011 : Tequila de Sergio Sanchez Suarez : Antonio
- 2011 : Baztan de Iñaki Elizalde : Joxe
- 2012 : Bypass d'Aitor Mazo et Patxo Telleria : l'ami de Maria
- 2013 : Somos gente honrada d'Alejandro Marzoa : Luis

### Télévision
- 1998 : Entre dos fuegos : Julen (1 épisode)
- 1998-1999 : A las once en casa : Coyote (26 épisodes)
- 1999 : Compañeros : Manu (1 épisode)
- 1999 : Condenadas a entenderse : Toño (2 épisodes)
- 2000-2001 : El Grupo : Fidel Ortiz (11 épisodes)
- 2001 : Antivicio (1 épisode)
- 2001-2002 : Periodistas : Óscar Gontard (21 épisodes)
- 2002 : 7 Vidas : Cholo (1 épisode)
- 2008 : Cuéntame cómo pasó : Jorge Arias (10 épisodes)
- 2010 : Gran reserva : Carlos (1 épisode)
- 2010 : Museo Coconut : Miguel Angel Pardo « El Puche » (1 épisode)
- 2011 : El Asesinato de Carrero Blanco de Miguel Bardem (mini-série) : Arriaga
- 2018-2020 : Permis de vivre : Malcolm / Marcos
- 2020 : L'Autre Côté : Hugo Mújica (13 épisodes)

## Distinctions
- Festival du film espagnol de Málaga 2001 : Meilleur acteur pour Jardines deshabitados
- Festival du film indépendant d'Ourense 2001 : Meilleur acteur pour Frío sol de invierno
- Prix Turia 2002 : Meilleur acteur pour Mi dulce
- Festival Cinespaña 2008 : Meilleur acteur pour La buena noticia (es)
- Prix Turia 2008 : Meilleur acteur pour La buena noticia (es)
- Festival international de Valladolid 2008 : Meilleur acteur pour La buena noticia (es)
- Festival du film espagnol de Málaga 2010 : Meilleur acteur pour Bon appétit